# Devdaha
Devdaha (Nepali देवदह Devdaha) ist eine Stadt (Munizipalität) im mittleren Terai Nepals im Distrikt Rupandehi.

## Lage
Die Stadt liegt in der fruchtbaren Agrarlandschaft des Terai etwa 10 km nördlich der Grenze zum indischen Bundesstaat Uttar Pradesh in einer Höhe von etwa 100 bis 150 m ü. d. M. Die Nachbarstadt Lumbini Sanskritik ist nur etwa 10 km (Fahrtstrecke) in nordwestlicher Richtung entfernt.

## Geschichte
Die Stadt entstand 2014 durch Zusammenlegung der Village Development Committees Devdaha und Kerawani. 
Devdaha liegt östlich von Butwal. Im Norden reicht das 116,6 km² große Stadtgebiet bis zur ersten Siwalikkette.
Die West-Ost-Hauptverbindung von Nepal, die Fernstraße Mahendra Rajmarg, verläuft durch Devdaha.

## Einwohner
Bei der Volkszählung 2011 hatten die VDCs, aus welchen die Stadt Devdaha entstand, 42.953 Einwohner (davon 19.683 männlich) in 9467 Haushalten.

## Buddhistische Überlieferung
Devadaha war der Überlieferung zufolge die Heimatstadt von Maya, der leiblichen Mutter des Prinzen Siddharta Gautama, des späteren Buddha, und ihrer Schwester Mahapajapati Gotami, seiner Ziehmutter.